# Сульфид марганца(IV)
Сульфид марганца(IV) — неорганическое соединение, соль металла марганца и сероводородной кислоты с формулой MnS2, красно-чёрные кристаллы, не растворимые в воде.

## Получение
- В природе встречается редкий минерал гауерит — MnS2 с различными примесями.

- Нагревание растворов сульфата марганца(III) и полисульфида натрия:

{\displaystyle {\mathsf {MnSO_{4}+Na_{2}S_{2}\ {\xrightarrow {160-170^{o}C}}\ MnS_{2}+Na_{2}SO_{4}}}}

## Физические свойства
Сульфид марганца(IV) образует красно-чёрные кристаллы 
кубической сингонии, пространственная группа P a3, 
параметры ячейки a = 0,6097 нм, Z = 4.
Парамагнетик.

## Химические свойства
- Разлагается при нагревании:

{\displaystyle {\mathsf {MnS_{2}\ {\xrightarrow {170^{o}C}}\ MnS+S}}}
- Реагирует с разбавленными кислотами:

{\displaystyle {\mathsf {MnS_{2}+2HCl\ {\xrightarrow {}}\ MnCl_{2}+H_{2}S\uparrow +S}}}